# Dorpskerk (Nootdorp)
De Dorpskerk van Nootdorp is een Nederlandse Hervormde kerk (van oorsprong Katholiek) en staat in de Dorpsstraat van het Nederlandse dorp Nootdorp, provincie Zuid-Holland. Het heeft een rijke historie en bezit historisch waardevolle elementen. De kleine gemeenschap van Nootdorp heeft door de eeuwen heen telkens inspanningen moeten leveren om dit gebouw een belangrijk religieus ontmoetingspunt te laten zijn en blijven. De geschiedenis van dit gebouw laat dit zien.

## Het allereerste kerkje en de periode daarna
Op basis van hetgeen we nu weten is Nootdorp als ontginningsnederzetting aan het eind van de 11e, begin 12e eeuw gesticht. Hoogstwaarschijnlijk bouwden de ontginners tussen 1225 en 1250 op de huidige plek een klein kerkje. Het was gebouwd op de wijze waarop toen ook woningen werden gebouwd: van houten staanders met muren van elzenhouten vlechtwerk, aangesmeerd met klei, en een rieten dak. De levensduur van dergelijke gebouwtjes was niet zo lang, hooguit enkele decennia. Met name de paalrot bepaalde hoelang een dergelijk gebouw bestond. Was het bouwwerk “op” dan vervingen de gebruikers dit door een nieuw gebouw.
Wanneer de precies het houten kerkje wordt vervangen door een stenen gebouwtje is niet bekend, maar er zijn aanwijzingen dat het al in de 14e eeuw een (bescheiden) torentje heeft. Dat kan erop duiden dat de inwoners van Nootdorp al ten minste een stenen onderbouw hadden gerealiseerd.

## Een echt stenen gebouw met tóren
In 1547 krijgen de inwoners van Nootdorp onder pastoor Jochem een kerk met een echte stenen toren, gebouwd in een romaanse stijl. De spanijzers kosten 13 Vlaamse ponden. Deze toren is al bijna vijf eeuwen het karakteristieke middelpunt van de Dorpsstraat. Direct daarna wordt ook de kerk (opnieuw?) in steen opgetrokken. Voor de verrichte timmer-, metsel- en andere werkzaamheden ontvangen Claes Gerytszn en Dammas Corneliszn 2000 ‘karolusguldens van 40 groten Vlaams’. De kerk wordt echt compleet als in 1549 in de toren een klokkenspel wordt aangebracht van 5 klokken: 2 oude klokken en 3 nieuwe, gegoten door Jan Jaspersz Moer voor de prijs van ‘228 rijnse guldens en 3 groten’.

## De eerste rampspoed
Zo’n 25 jaar na de ingebruikneming van de nieuwe stenen kerk, het is dan 1574, vormt Nootdorp een schans van de Spanjaarden. Het is een vooruitgeschoven post om Delft te bewaken tijdens de belegering van Leiden. Vlak voor of tijdens de terugtocht van de Spaanse troepen brandt de kerk op 11 september 1574 af en de pastorie en de dorpsschool worden zwaar beschadigd. Of zoals in een rekest aan de Staten van Holland is beschreven: ‘Dorps schole ende Huijsinge van de pastorie geheel geruineert ende gedestrueert is geweest, de kercke verbrant’. Met toestemming van de Staten van Holland verkoopt het Kerkbestuur omstreeks 1575 vier morgen land om de kerk te herstellen: ‘voor optimmeringe van de afgebrande Kerke’

## De kerk in nieuwe luister
Na de reformatie in Nootdorp in 1577 stellen de verkoop van de grond en schenkingen de dorpsgemeenschap in staat de kerk geheel op te knappen en opnieuw in te richten. Gebrandschilderde wapenglazen gaan de kerk sieren en in 1591 krijgt de kerk aan de buitenkant een ‘horologie’ (uurwerk). In 1607 bestelt het kerkbestuur een ‘tafereel’, de Wet des heren, dat momenteel links naast het huidige orgel hangt. Het grote houten bord in oud-Hollandse gouden letters bevat diverse Bijbelteksten en de 10 geboden. Het wordt gemaakt door Corstiaan ‘de scrijnwercker’ voor 31 gulden 33 stuivers; drie mensen zijn drie dagen bezig om het tafereel gereed te maken en op te hangen. De beschildering van het houten paneel worden uitgevoerd door Mr. Niclaes Korssz. van Zoetermeer. Korssz schildert ook de rest van de kerk voor de prijs van 86 gulden, 2 stuivers en 8 penningen.
In datzelfde jaar 1607 koopt het kerkbestuur een nieuwe luiklok ter vervanging van een klok die overgebleven was de 5 uit 1549. De nieuwe kost 145 gulden en 15 stuivers incl. vervoer en ophangen. Ook wordt de kerk ingericht met een nieuwe kansel en een koorhek met koperen lezenaars en kandelaars. Ook worden er vier ‘Herenbanken’ geplaatst, waarvan een met houtsnijwerk versierd. Deze elementen zijn nu nog steeds in de kerk aanwezig.
Het is niet helemaal zeker uit welk jaar het beroepingenbord, rechts van het orgel, dateert en dat de namen van alle Nootdorpse predikanten bevat. Mogelijk dateert dit uit de tweede helft van de 17e eeuw.

## Het kraakt en ploft in de 2e helft van de 17e eeuw
Als op 12 oktober 1654 het kruithuis in Delft ontploft, de Delftse donderslag, sneuvelen ook de wapenramen in de Dorpskerk. Ook het dak, dan al ongeveer 75 jaar oud, blijkt lek te zijn en tijdens de dienst zodanig te kraken dat het bijwonen van de dienst onaangenaam is: ingrijpende reparatie is dus nodig. Opnieuw wordt land verkocht en een nieuw dak aangebracht voor het bedrag van 5231 gulden en 13 stuivers. De Staten van Holland en de ambachtsheer van Hoogeveen schenken na deze restauratie elk een nieuw wapenraam.

## Weer opnieuw een grondige verbouwing en een nieuw orgel
Aan het begin van de 18e eeuw blijkt de kerk weer opnieuw toe aan een grote verbouwing. Dan wordt ook de ingang verplaatst van de toren naar de zijkant, waar een portaal wordt aangebouwd. Halverwege die eeuw neemt de kerk een tinnen doopbekken en avondmaalskan in gebruik. Ook deze zijn nu nog in de kerk te bewonderen. In 1763, krijgt de kerk een orgel cadeau, maar dat is ’tot onser smerte te ligt en droevig van geluijd en door een slegte meester gemaakt’. De ambachtsheer van Nootdorp Dirk Backer en zijn vrouw Abigael C. Van Collen schenken in 1770 de kerk een nieuw orgel, gemaakt door de gerenommeerde orgelbouwer J. van Assendelft uit Leiden. Het is ‘een groot en kostelyk orgel’, dat aan de bovenzijde is versierd met de wapens van de families Backer en Van Collen.
In 1776 wordt het orgel verrijkt met een zeldzame “uurwijzer”, gedragen door Vadertje Tijd. Het is gemaakt door een beeldhouwer uit Delft.
Het orgel is — net zoals de kerktoren — een rijksmonument.

## De kerk in de 19e eeuw
De klok uit 1607 wordt in 1808, na 2 eeuwen dienst vervangen door een klok uit de Oude Kerk uit Delft. Het is een 900 ponder. Deze klok zou dienstdoen tot 23 februari 194?, wanneer hij in beslag wordt genomen door de Duitse bezetter.
Het orgel uit 1763 is na een kleine zestig jaar na de ingebruikneming weer aan groot onderhoud toe en is eigenlijk niet meer te gebruiken. Twee weldoeners tasten in hun portemonnee om de kosten van het onderhoud te dragen: de heer J. Loopuit, uit Schiedam die dan ambachtsheer van Nootdorp is, en mejuffrouw G. van der Elst die in Nootdorp woont. In 1821 is het orgel weer geheel hersteld.
In 1838 wordt het stenen muurtje, dat op oude etsen te zien is, vervangen door een ijzeren hekwerk. Het kerkhof wordt dan nog bijna helemaal omringd door een stenen muur.

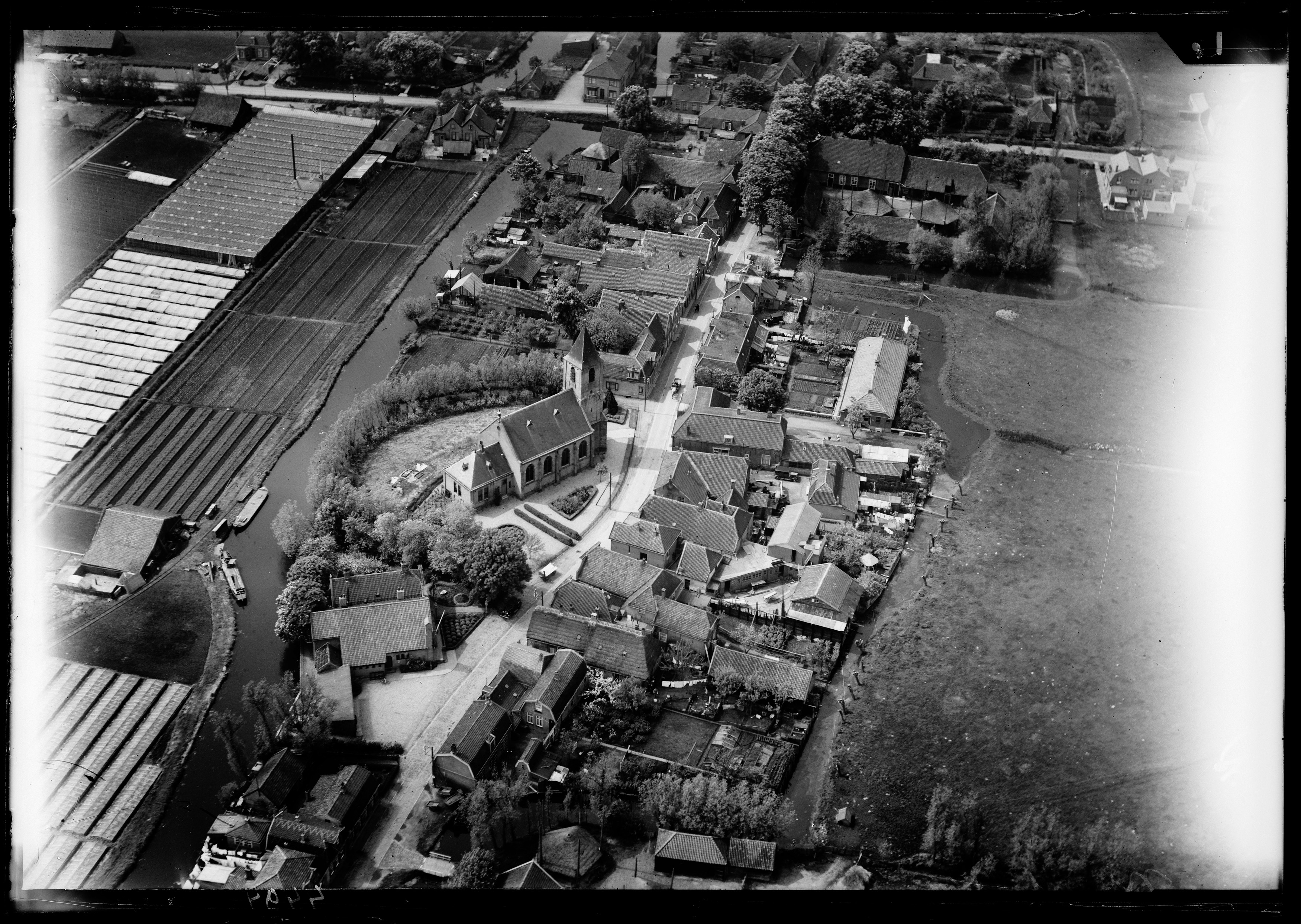
Dorpskerk en omgeving in de periode 1920-1940.

De inwoners van Nootdorp zien in de 19e eeuw bij binnenkomst een ander kerkinterieur dan de huidige bezoeker: de kerk was 3½ meter langer dan tegenwoordig en daarachter was een koor van 4 meter. Het eikenhouten plafond was gebogen en blauw geschilderd en de kap was hoger dan nu.
In 1894 wordt de kerk met uitzondering van de toren geheel afgebroken. De nieuwbouw loopt voorspoedig: 6 maanden na de 1e steenlegging op 1 oktober 1894, door ds. Van ‘t Hooft, wordt de kerk geheel vernieuwd weer in gebruik genomen.

## De instandhouding blijft aandacht vergen

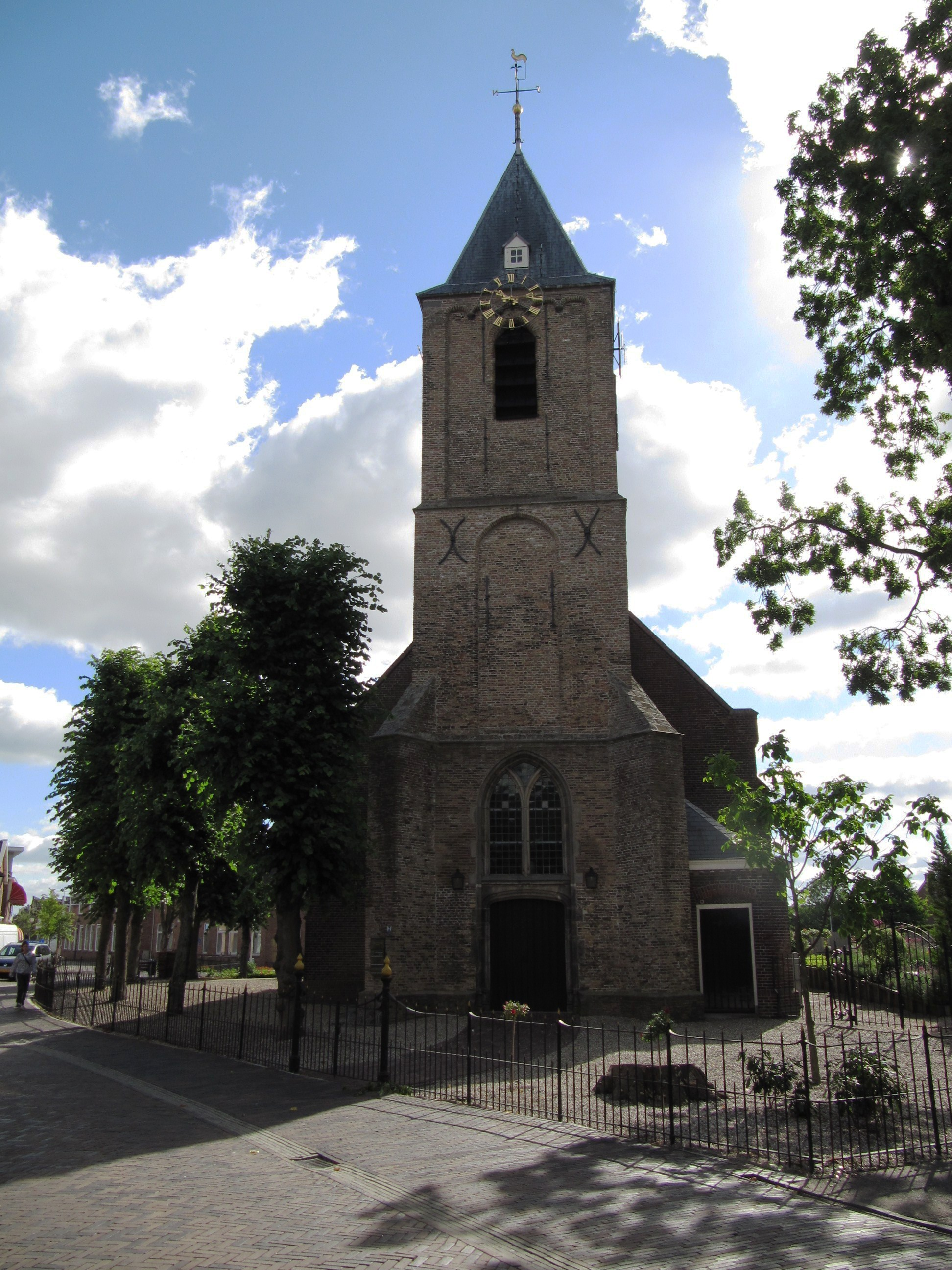
De toren (2010)

Ook in de 20e eeuw blijft de aandacht gericht op de instandhouding van het gebouw. Regelmatig worden er kleine en grotere aanpassingen aangebracht om de kerk een plaats van ontmoeting te laten blijven. In 1970 wordt het orgel weer opnieuw gerestaureerd waarbij het bedieningspaneel weer verhuist naar de oorspronkelijke plek achter het orgel en wordt er een trap naar het orgel in de kerk geplaatst. Na 100 jaar nadat het nieuwe schip van de kerk in gebruik is genomen wordt het dak van een geheel vernieuwde bekleding voorzien en wordt ook de toren geheel gerestaureerd.
Aan het eind van die eeuw wordt de toren van de kerk en het hekwerk officieel een rijksmonument. 